# Marc Albert
Marc Albert (né le 15 novembre 1961 à Caraquet, au Nouveau-Brunswick, au Canada) est un ancien joueur de volley-ball ayant participé aux Jeux olympiques en 1992. Il est intronisé au Temple de la renommée sportive du Nouveau-Brunswick en 2001. 

## Carrière sportive
Lors de son séjour à la polyvalente Louis-Mailloux de Caraquet, Marc permet à son équipe de volley-ball d'atteindre les championnats interscolaires provinciaux pendant deux années consécutives, de 1978 à 1979. 
En 1980, il remporte avec l'équipe de volley-ball junior du Canada la médaille d'argent au championnat de NORCECA. L'année suivante, il déménage à Calgary pour faciliter son parcours de volleyeur.
Il remporte la médaille d'argent au championnat de NORCECA, mais cette fois avec l'équipe séniore.
Entre les années 1983 à 1987, lors des championnats canadiens, celui-ci est nommé sur l'équipe étoile de cette compétition. 
Participant à plus de 30 compétitions internationales, il fait partie de l'équipe étoile de 10 d'entres elles. En 1992, alors que le Canada essaie de se qualifier pour les Jeux Olympiques de Barcelone, il est nommé le joueur le plus utile du tournoi de qualification. Lors de ces Jeux, il est sur l'équipe partante pour Équipe Canada. Durant cette même année, Marc Albert est nommé 3e meilleur attaquant et 5e meilleur receveur par la ligue mondiale de volleyball.